# ورزشگاه جام‌جهانی دائجونگ
ورزشگاه جام‌جهانی دائجونگ، لقب "آرنا بنفش"، یک ورزشگاه فوتبال در شهر دائجونگ، کره جنوبی است. این ورزشگاه میزبان بازی های جام جهانی ۲۰۰۲ در این بازی ها بوده (آفریقای جنوبی در مقابل اسپانیا، لهستان در مقابل ایالات متحده آمریکا و کره جنوبی در مقابل ایتالیا).

بعد از جام جهانی این ورزشگاه به باشگاه شهروند دائوجونگ داده شد و گنجاش ورزشگاه به ۴۱٬۲۹۵ هزار نفر افزایش داد. این ورزشگاه جایگزین مجموعه ورزشی دائجونگ شد.

## جام جهانی ۲۰۰۲
ورزشگاه جام‌جهانی دائجونگ یکی از مکانهای برگزاری بازی های جام جهانی ۲۰۰۲ بود. و مسابقات زیر را برگزار کرده
| تاریخ        | تیم ۱         | نتیجه | تیم ۲               | رقابت    |
| ------------ | ------------- | ----- | ------------------- | -------- |
| ۱۲ ژوئن ۲۰۰۲ | آفریقای جنوبی | ۳-۲   | اسپانیا             | (گروه B) |
| ۱۴ ژوئن ۲۰۰۲ | لهستان        | ۱-۳   | ایالات متحده آمریکا | (گروه D) |
| ۱۸ ژوئن ۲۰۰۲ | کرهٔ جنوبی     | ۱-۲   | ایتالیا             | یک هشتم  |